# Breteau
Breteau település Franciaországban, Loiret megyében. Lakosainak száma 95 fő (2022. január 1.). Breteau Rogny-les-Sept-Écluses, Bléneau, Champoulet, Dammarie-en-Puisaye és Ouzouer-sur-Trézée községekkel határos.

## Népesség
A település népességének változása:
| Lakosok száma | 161  | 97   | 87   | 78   | 74   | 77   | 90   | 97   | 99   | 95   |
|               | 1968 | 1982 | 1990 | 2006 | 2013 | 2015 | 2017 | 2019 | 2020 | 2022 |